# 1796 год
1796 (ты́сяча семьсо́т девяно́сто шесто́й) год  по григорианскому календарю — високосный год, начинающийся в пятницу. Это 1796 год нашей эры, 6‑й год 10‑го десятилетия XVIII века 2‑го тысячелетия, 7‑й год 1790‑х годов. Он закончился 229 лет назад.
| Пн | Вт | Ср | Чт | Пт | Сб | Вс |
|    |    |    |    | 1  | 2  | 3  |
| 4  | 5  | 6  | 7  | 8  | 9  | 10 |
| 11 | 12 | 13 | 14 | 15 | 16 | 17 |
| 18 | 19 | 20 | 21 | 22 | 23 | 24 |
| 25 | 26 | 27 | 28 | 29 | 30 | 31 |

| Пн | Вт | Ср | Чт | Пт | Сб | Вс |
| 1  | 2  | 3  | 4  | 5  | 6  | 7  |
| 8  | 9  | 10 | 11 | 12 | 13 | 14 |
| 15 | 16 | 17 | 18 | 19 | 20 | 21 |
| 22 | 23 | 24 | 25 | 26 | 27 | 28 |
| 29 |    |    |    |    |    |    |

| Пн | Вт | Ср | Чт | Пт | Сб | Вс |
|    | 1  | 2  | 3  | 4  | 5  | 6  |
| 7  | 8  | 9  | 10 | 11 | 12 | 13 |
| 14 | 15 | 16 | 17 | 18 | 19 | 20 |
| 21 | 22 | 23 | 24 | 25 | 26 | 27 |
| 28 | 29 | 30 | 31 |    |    |    |

| Пн | Вт | Ср | Чт | Пт | Сб | Вс |
|    |    |    |    | 1  | 2  | 3  |
| 4  | 5  | 6  | 7  | 8  | 9  | 10 |
| 11 | 12 | 13 | 14 | 15 | 16 | 17 |
| 18 | 19 | 20 | 21 | 22 | 23 | 24 |
| 25 | 26 | 27 | 28 | 29 | 30 |    |

| Пн | Вт | Ср | Чт | Пт | Сб | Вс |
|    |    |    |    |    |    | 1  |
| 2  | 3  | 4  | 5  | 6  | 7  | 8  |
| 9  | 10 | 11 | 12 | 13 | 14 | 15 |
| 16 | 17 | 18 | 19 | 20 | 21 | 22 |
| 23 | 24 | 25 | 26 | 27 | 28 | 29 |
| 30 | 31 |    |    |    |    |    |

| Пн | Вт | Ср | Чт | Пт | Сб | Вс |
|    |    | 1  | 2  | 3  | 4  | 5  |
| 6  | 7  | 8  | 9  | 10 | 11 | 12 |
| 13 | 14 | 15 | 16 | 17 | 18 | 19 |
| 20 | 21 | 22 | 23 | 24 | 25 | 26 |
| 27 | 28 | 29 | 30 |    |    |    |

| Пн | Вт | Ср | Чт | Пт | Сб | Вс |
|    |    |    |    | 1  | 2  | 3  |
| 4  | 5  | 6  | 7  | 8  | 9  | 10 |
| 11 | 12 | 13 | 14 | 15 | 16 | 17 |
| 18 | 19 | 20 | 21 | 22 | 23 | 24 |
| 25 | 26 | 27 | 28 | 29 | 30 | 31 |

| Пн | Вт | Ср | Чт | Пт | Сб | Вс |
| 1  | 2  | 3  | 4  | 5  | 6  | 7  |
| 8  | 9  | 10 | 11 | 12 | 13 | 14 |
| 15 | 16 | 17 | 18 | 19 | 20 | 21 |
| 22 | 23 | 24 | 25 | 26 | 27 | 28 |
| 29 | 30 | 31 |    |    |    |    |

| Пн | Вт | Ср | Чт | Пт | Сб | Вс |
|    |    |    | 1  | 2  | 3  | 4  |
| 5  | 6  | 7  | 8  | 9  | 10 | 11 |
| 12 | 13 | 14 | 15 | 16 | 17 | 18 |
| 19 | 20 | 21 | 22 | 23 | 24 | 25 |
| 26 | 27 | 28 | 29 | 30 |    |    |

| Пн | Вт | Ср | Чт | Пт | Сб | Вс |
|    |    |    |    |    | 1  | 2  |
| 3  | 4  | 5  | 6  | 7  | 8  | 9  |
| 10 | 11 | 12 | 13 | 14 | 15 | 16 |
| 17 | 18 | 19 | 20 | 21 | 22 | 23 |
| 24 | 25 | 26 | 27 | 28 | 29 | 30 |
| 31 |    |    |    |    |    |    |

| Пн | Вт | Ср | Чт | Пт | Сб | Вс |
|    | 1  | 2  | 3  | 4  | 5  | 6  |
| 7  | 8  | 9  | 10 | 11 | 12 | 13 |
| 14 | 15 | 16 | 17 | 18 | 19 | 20 |
| 21 | 22 | 23 | 24 | 25 | 26 | 27 |
| 28 | 29 | 30 |    |    |    |    |

| Пн | Вт | Ср | Чт | Пт | Сб | Вс |
|    |    |    | 1  | 2  | 3  | 4  |
| 5  | 6  | 7  | 8  | 9  | 10 | 11 |
| 12 | 13 | 14 | 15 | 16 | 17 | 18 |
| 19 | 20 | 21 | 22 | 23 | 24 | 25 |
| 26 | 27 | 28 | 29 | 30 | 31 |    |

## События

### Франция и её войны
- 19 февраля (30 плювиоза IV года) — во Франции прекращён выпуск ассигнатов[1].
- 23 февраля (5 вантоза IV года) — генерал Бонапарт поставлен во главе французской армии, направленной в Северную Италию[2].
- 19 марта (28 вантоза IV года) — ассигнаты изъяты из обращения и заменены новой денежной единицей — территориальными мандатами[1].
- 20 марта (29 вантоза IV года) — на Гаити войска восставших мулатов захватили город Кап и арестовали французского губернатора генерала Лаво[3].
- 30 марта (10 жерминаля IV года) — во Франции создана «Тайная директория общественного спасения» — заговор Бабёфа, Буонарроти, Дартэ. К ним примыкали Россиньоль, Друэ[4].
- 11 апреля (22 жерминаля IV года) — начало общего наступления французских армий[5].
- 1796, апрель — 1797, октябрь — первый итальянский поход французских войск. Последовательно разгромлены четыре австрийские армии[5].

- 12 апреля (23 жерминаля IV года) — Бонапарт разбил австрийские войска при Монтенотте[5].
- 18 апреля (27—28 жерминаля IV года) — Совет пятисот утвердил «закон Майля» о введении смертной казни за пропаганду и призывы к свержению существующего строя, восстановлению монархии, конституций 1791 и 1793 годов или аграрного закона[1].
- 24 апреля (5 флореаля IV года) — вышел последний номер газеты Бабёфа «Трибун народа»[4].
- 28 апреля (9 флореаля IV года) — Сардинское королевство заключило перемирие с Францией[5].
- 5 мая (15 флореаля IV года) — капитан Жорж Гризель сообщил члену Директории Лазару Карно о «Заговоре Равных» Бабёфа[6].
- 10 мая (20 флореаля IV года) — разгром австрийских войск генералом Бонапартом при Лоди[5].
- 11 мая (21 флореаля IV года) — французская полиция арестовала Бабёфа и Буонарроти в квартире на улице Гранд-Трюандери и захватила архив движения. На следующий день на квартире столяра Дюфура схвачены Дарте и другие заговорщики[7].
- 15 мая (25 флореаля IV года) — взятие французами Милана[5].
- 4 июня (10 прериаля IV года) — начало осады Мантуи[5].
- 19 июня — австрийцы разгромили французов в битве при Кирхгейме.[источник не указан 2581 день]
- 29 июня — французские войска заняли Ливорно, где располагалась база британского флота[5].
- 16 июля — Директория официально объявила об окончании войны в Вандее, генералу Гошу присвоен почётный титул «Освободитель Запада».
- 5 августа — победа французов Бонапарта при Кастильоне[5].
- 18 августа — заключён договор в Сан-Ильдефонсо о «наступательном и оборонительном союзе» между Францией и Испанией. Королевская Испания стала военным союзником республиканской Франции и фактически вошла в её сферу влияния[8].
- 8 сентября (21 фрюктидора IV года) — победа французов Бонапарта при Бассано[5].
- 10 сентября (23 фрюктидора IV года) — в ночь на 11 сентября сторонники Бабёфа предприняли неудачную попытку поднять восстание солдат Гренельского лагеря. Подавлена армией[9].
- 17 ноября (27 брюмера V года) — победа французов Бонапарта при Арколе[5].
- 15 декабря — из Бреста вышла французская эскадра, имевшая на борту армию генерала Гоша. Она пыталась достичь берегов Ирландии, но потерпела неудачу.

### Другие страны
- Февраль — Восстание крестьян в Хубэе под руководством тайного общества «Белый лотос». Восставшие заняли Сянъян. Лето — Восстание охватило Хубэй, Хэнань, Шаньси, Сычуань, Ганьсу. В провинции посланы крупные воинские части.
- 16 октября — в Монкальери скончался король Сардинского королевства Виктор-Амадей III. Престол перешёл к его сыну Карлу Эммануилу IV[10].
- 29 ноября — Павел I принял новый Устав воинской службы.
- На месте Харьковского наместничества была воссоздана Слободско-Украинская губерния.
- Начало правления Павла I, российского императора.
- В Санкт-Петербурге Обер-егермейстерская канцелярия преобразована в Егермейстерскую контору.
- Основана Одесская биржа.
- Немецкий врач и учёный Самуэль Христиан Ганеман (1755—1843) опубликовал в «Журнале практической медицины» профессора Гуфеланда свою статью «Опыт нового принципа нахождения целительных свойств лекарственных веществ с несколькими взглядами на прежние принципы»[11]. Публикация этой статьи считается официальной датой рождения гомеопатии.
- Английский хирург и аптекарь Эдвард Дженнер (1749—1823) внёс ланцетом материал т. н. коровьей оспы шестилетнему Джеймсу Фиппсу. Попытка позднее инокулировать ребёнка выделяемым из пустул больного натуральной оспой оказалась безуспешной, из чего Дженнер сделал вывод, что мальчик защищён от натуральной оспы. С этого началась история прививок (вакцинаций).

## Родились
См. также: Категория:Родившиеся в 1796 году
- Хаджие Хошьяр Кадын-эфенди, жена османского султана Махмуда II, мать двух его дочерей.
- 19 марта — Карл Голльмик (ум. 1866), немецкий композитор, лексикограф и музыкальный критик.
- 1 июня — Сади Карно, французский физик (ум. 1832).
- 3 июня — Михаил Александрович Дмитриев, русский поэт, критик, переводчик, мемуарист (ум. 1866).
- 24 июня — Ян Чечот, польский поэт и белорусский фольклорист (ум. 1847).
- 3 июля — Николай Алексеевич Полевой, русский писатель, драматург, литературный и театральный критик, журналист и историк (ум. 1846).
- 17 июля — Жан Батист Камиль Коро, французский художник (ум. 1875).
- 12 октября — Михаил Николаевич Муравьёв, русский государственный деятель (ум. 1866).
- 2 ноября — Фредерик Шамье, английский писатель (ум. 1870).
- 21 декабря — Томаш Зан, польский поэт (ум. 1851).
- 6 июля — Николай I, император Всероссийский и великий князь Финляндский (ум. 1855)

## Скончались
См. также: Категория:Умершие в 1796 году
- 20 мая — Густав-Фридрих-Вильгельм Гросман, немецкий драматург, писатель,  либреттист (род. 1746).
- 8 июня — Жан-Мари Колло д’Эрбуа, французский революционер, деятель периода Великой французской революции, председатель Национального конвента (глава Французской республики) в июне 1793 года и июле-августе 1794 года, член Комитета общественного спасения в 1793—1794 годах (род. 1749).
- 21 июля — Роберт Бёрнс — шотландский поэт, фольклорист, автор многочисленных стихотворений и поэм.
- 16 октября — Виктор-Амадей III, король Сардинского королевства и герцог Савойский в 1773—1796 годах (род. 1726).

- 17 ноября — Екатерина II — русская императрица.
- 12 декабря — Григорий Александрович Хованский (род. 1767), русский поэт и переводчик; князь[12].
- Прибылов, Гавриил Логинович — русский мореплаватель.
- 19 декабря — Пётр Александрович Румянцев-Задунайский, русский полководец.